# Onychoselache traquairi
L'onicoselache (Onychoselache traquairi) è un pesce cartilagineo estinto, appartenente agli ibodonti. Visse nel Carbonifero inferiore (circa 343 milioni di anni fa) e i suoi resti fossili sono stati ritrovati in Scozia. 

## Descrizione
Questo animale era di piccole dimensioni e raggiungeva i 25 centimetri di lunghezza. L'aspetto assomigliava vagamente a quello di un gattuccio attuale. Al contrario del quasi contemporaneo e assai simile Tristychius, Onychoselache possedeva una testa più grossa e un corpo più allungato e snello. Il nome Onychoselache significa "squalo dagli artigli" e si riferisce alle numerose strutture simili a uncini, in realtà denticoli dermici, che ricoprivano la parte anteriore delle sue pinne pettorali. Queste ultime erano molto ampie e robuste, diverse da quelle di qualunque altro squalo paleozoico ma simili a quelle degli attuali squali bambù (ad esempio Hemiscyllium ocellatum e Chiloscyllium punctatum), e probabilmente servivano all'animale a spostarsi lungo il fondale. Onychoselache possedeva, davanti a ciascuna pinna dorsale, una spina di sezione ovale, ornata sulla superficie posteriore di due file di uncini in posizione centrale. Questa morfologia è tipica degli squali ibodonti e solo le spine di un altro ibodonte arcaico, Tristychius, sono prive di uncini posteriori e presentano una sezione triangolare. Onychoselache, inoltre, possedeva spine cefaliche e nucali dalla base molto larga, presenti solo nei maschi. I denti di questo squalo erano piccoli e appiattiti. 

## Classificazione
Il primo esemplare fossile di Onychoselache traquairi venne scoperto nella zona di Glencartholm, in Scozia, e venne inizialmente attribuito da Ramsey Traquair nel 1888 a una specie di squalo già nota, Tristychius arcuatus, pressoché coevo. Solo nel 1978, uno studio di John F. Dick dimostrò che questo esemplare era da attribuire a un altro genere, grazie alla scoperta di un secondo esemplare più completo ad opera di Stan Wood. 
Onychoselache fa parte degli ibodonti, un gruppo di squali estinti tipici dei mari del Paleozoico superiore e del Mesozoico, abbastanza simili alle forme attuali ma troppo specializzati per esserne gli antenati.

## Paleoecologia e paleobiologia
La forma del corpo di questo squalo indica che doveva essere un nuotatore non particolarmente veloce ma agile; le spine delle pinne dorsali erano probabilmente utilizzate a scopo difensivo, mentre le piccole spine simili a uncini sulla testa dei maschi avevano probabilmente un ruolo nell'accoppiamento. I denti di Onychoselache indicano che questo animale era un durofago, ovvero si nutriva di animali dotati di carapace, che veniva frantumato dai piccoli denti robusti e appiattiti.